# Guriasz (Jegorow)
Guriasz, imię świeckie Wiaczesław Michajłowicz Jegorow (ur. 19 września?/1 października 1891 w Opieczeńskim Posadzie w guberni nowogrodzkiej, zm. 12 lipca 1965 w Symferopolu) – rosyjski biskup prawosławny.

## Życiorys
Ukończył w 1911 szkołę kupiecką w Petersburgu. W 1915 złożył wieczyste śluby mnisze, po czym przyjął święcenia na hierodiakona i hieromnicha. Dwa lata później ukończył Petersburską Akademię Duchowną i na stałe zamieszkał w Ławrze św. Aleksandra Newskiego w Petersburgu. Od 1922 posiadał godność archimandryty.
1 czerwca 1922 r. został aresztowany w związku z działalnością w bractwie św. Aleksandra Newskiego działającym przy ławrze. W styczniu 1923 r. został skazany na trzyletnie zesłanie do Turkmenii. W 1925 r. wrócił do Leningradu i do ławry, od 1926 r. kierował utworzoną przy niej szkołą teologiczną. Aresztowany w maju 1927 r., został zwolniony w listopadzie tego samego roku. W grudniu 1928 r. został aresztowany po raz kolejny i skazany na pięć lat łagru. Karę odbywał przy budowie Kanału Białomorsko-Bałtyckiego.
Po zwolnieniu w 1933 osiadł w Samarkandzie, gdzie był proboszczem parafii przy soborze Opieki Matki Bożej. W 1945 został przełożonym ponownie otwartej po okresie prześladowań ławry Troicko-Siergijewskiej.
25 sierpnia 1946 w Moskwie miała miejsce jego chirotonia na biskupa taszkenckiego i Azji Środkowej. Jako konsekratorzy wzięli w niej udział patriarcha moskiewski i całej Rusi Aleksy I, metropolita leningradzki Grzegorz, biskup kałuski Onezyfor oraz biskup użhorodzki i mukaczewski Nestor. W 1952 Guriasz (Jegorow) otrzymał godność arcybiskupią.
W 1953 został przeniesiony na katedrę saratowską i stalingradzką, obejmując równocześnie tymczasowy zarząd eparchii astrachańskiej. 31 lipca 1954 został arcybiskupem czernihowskim i nieżyńskim, zaś w roku następnym – arcybiskupem dniepropetrowskim i zaporoskim. W 1959 otrzymał godność metropolity i objął katedrę mińską i białoruską. Po roku przeniesiony na katedrę leningradzką i ładoską. W 1961 został metropolitą symferopolskim i krymskim, pełnił równocześnie zadania locum tenens eparchii dniepropetrowskiej.
Zmarł w 1965 w swoim mieszkaniu w Symferopolu po odprawieniu Świętej Liturgii w soborze katedralnym w Symferopolu. Został pochowany na cmentarzu Wszystkich Świętych w Symferopolu.